# The Bone Collector
The Bone Collector is een Amerikaanse thriller uit 1999 onder regie van Phillip Noyce. Het verhaal is gebaseerd op dat uit het gelijknamige boek (vertaald als: Tot op het bot) van Jeffery Deaver.

## Verhaal
Lincoln Rhyme (Denzel Washington) is een briljant forensisch onderzoeker die door een ongeluk volledig verlamd raakt. Na vier jaar treft hij stilaan alle voorbereidingen om een einde aan zijn leven te maken, tot zijn ex-collega Paulie Sellitto (Ed O'Neill) op bezoek komt met een interessante zaak. Bij een treinspoor is een lijk gevonden waarbij diverse cryptische aanwijzingen zijn achtergelaten. Het was agente Amelia Donaghy (Angelina Jolie) die het lijk vond en van de hele plaats delict foto's maakte. Rhyme betrekt haar volledig bij het onderzoek. Zij wordt zijn ogen en benen in de buitenwereld. De twee moeten samenwerken in de hoop de moordenaar op te sporen voor hij weer toeslaat.

## Rolverdeling
| Acteur               | Personage                 | Opmerkingen              |
| -------------------- | ------------------------- | ------------------------ |
| Denzel Washington    | Lincoln Rhyme             |                          |
| Angelina Jolie       | Amelia Donaghy            | Amelia Sachs in het boek |
| Queen Latifah        | Thelma                    |                          |
| Michael Rooker       | Captain Howard Cheney     |                          |
| Mike McGlone         | Detective Kenny Solomon   |                          |
| Luis Guzmán          | Eddie Ortiz               | als Luis Guzman          |
| Leland Orser         | Richard Thompson          |                          |
| John Benjamin Hickey | Dr. Barry Lehman          |                          |
| Bobby Cannavale      | Steve, Amelia’s Boyfriend |                          |
| Ed O'Neill           | Detective Paulie Sellitto |                          |
| Richard Zeman        | Lieutenant Carl Hanson    |                          |

## Prijzen en nominaties
| jaar | prijs                           | categorie                                          | genomineerde(n) | uitslag     |
| ---- | ------------------------------- | -------------------------------------------------- | --------------- | ----------- |
| 2000 | Black Reel Award                | Theatrical - Best Supporting Actress               | Queen Latifah   | Genomineerd |
| 2000 | Blockbuster Entertainment Award | Favorite Actress – Suspense                        | Angelina Jolie  | Genomineerd |
| 2000 | Image Award                     | Outstanding Supporting Actress in a Motion Picture | Queen Latifah   | Genomineerd |

## Trivia
Het nummer "New York City" uit deze film is in het AVROTROS-programma Wie is de Mol? te horen na de eliminatie, bij het vertrek van de afvaller.